# بارکونس
بارکونس (به اسپانیایی: Barcones) یکی از دهستان‌های اسپانیا است که در سریا واقع شده‌است.

## خصوصیات
بارکونس ۵۵ کیلومترمربع مساحت و ۴۲ نفر جمعیت دارد.